# Сігуенса
Сігуенса (ісп. Sigüenza) — місто і муніципалітет в Іспанії, у складі автономної спільноти Кастилія-Ла-Манча, у провінції Гвадалахара. Населення — 4960 осіб (2010).

## Географія
Місто розташоване на відстані близько 120 км на північний схід від Мадрида, 65 км на північний схід від Гвадалахари.
На території муніципалітету розташовані такі населені пункти: (дані про населення за 2010 рік)
- Альборека: 18 осіб
- Алькунеса: 35 осіб
- Ель-Атансе: 0 осіб
- Барбатона: 15 осіб
- Ла-Барболья: 13 осіб
- Бухалькаядо: 2 особи
- Бухаррабаль: 44 особи
- Ла-Кабрера: 4 особи
- Карабіас: 20 осіб
- Серкадільйо: 15 осіб
- Кубільяс-дель-Пінар: 16 осіб
- Гіхоса: 24 особи
- Орна: 16 осіб
- Імон: 36 осіб
- Матас: 0 осіб
- Мохарес: 14 осіб
- Моратілья-де-Енарес: 18 осіб
- Ольмедільяс: 12 осіб
- Паласуелос: 56 осіб
- Пелегріна: 22 особи
- Посанкос: 30 осіб
- Керенсія: 1 особа
- Ріба-де-Сантіусте: 12 осіб
- Ріосалідо: 40 осіб
- Сігуенса: 4475 осіб
- Торре-де-Вальдеальмендрас: 5 осіб
- Урес: 8 осіб
- Вальдеальмендрас: 2 особи
- Вільякорса: 7 осіб

## Населення
Динаміка населення (INE ):

## Релігія
- Центр Сігуенсо-Гвадалахарської діоцезії Католицької церкви.

## Галерея

Розташування муніципалітету у провінції Гвадалахара
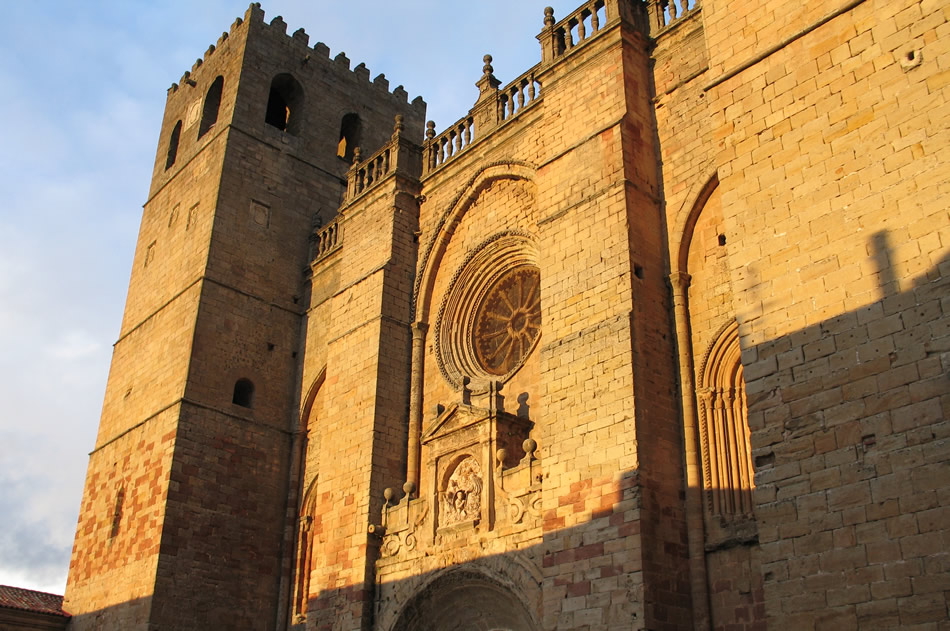
Собор
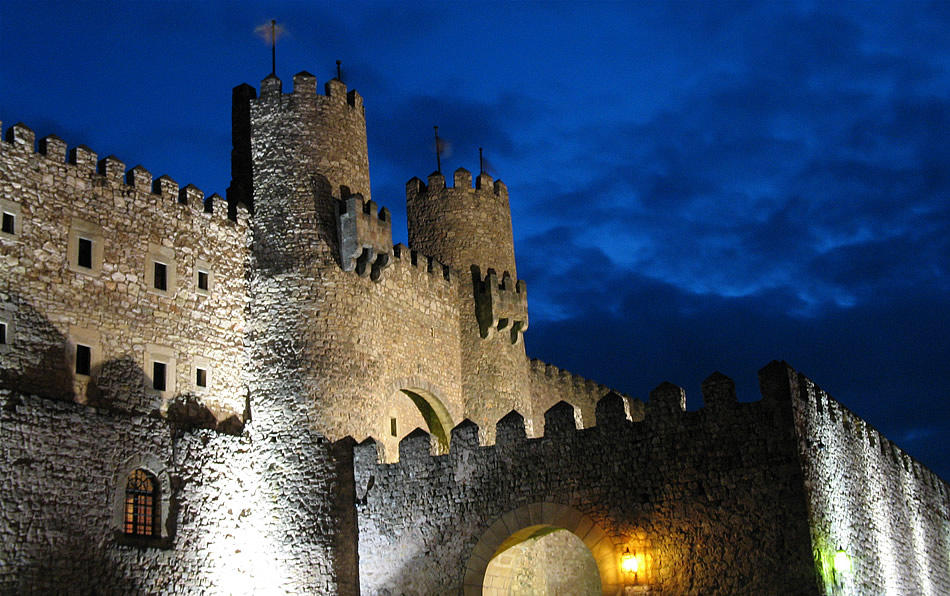
Замок Сігуенси
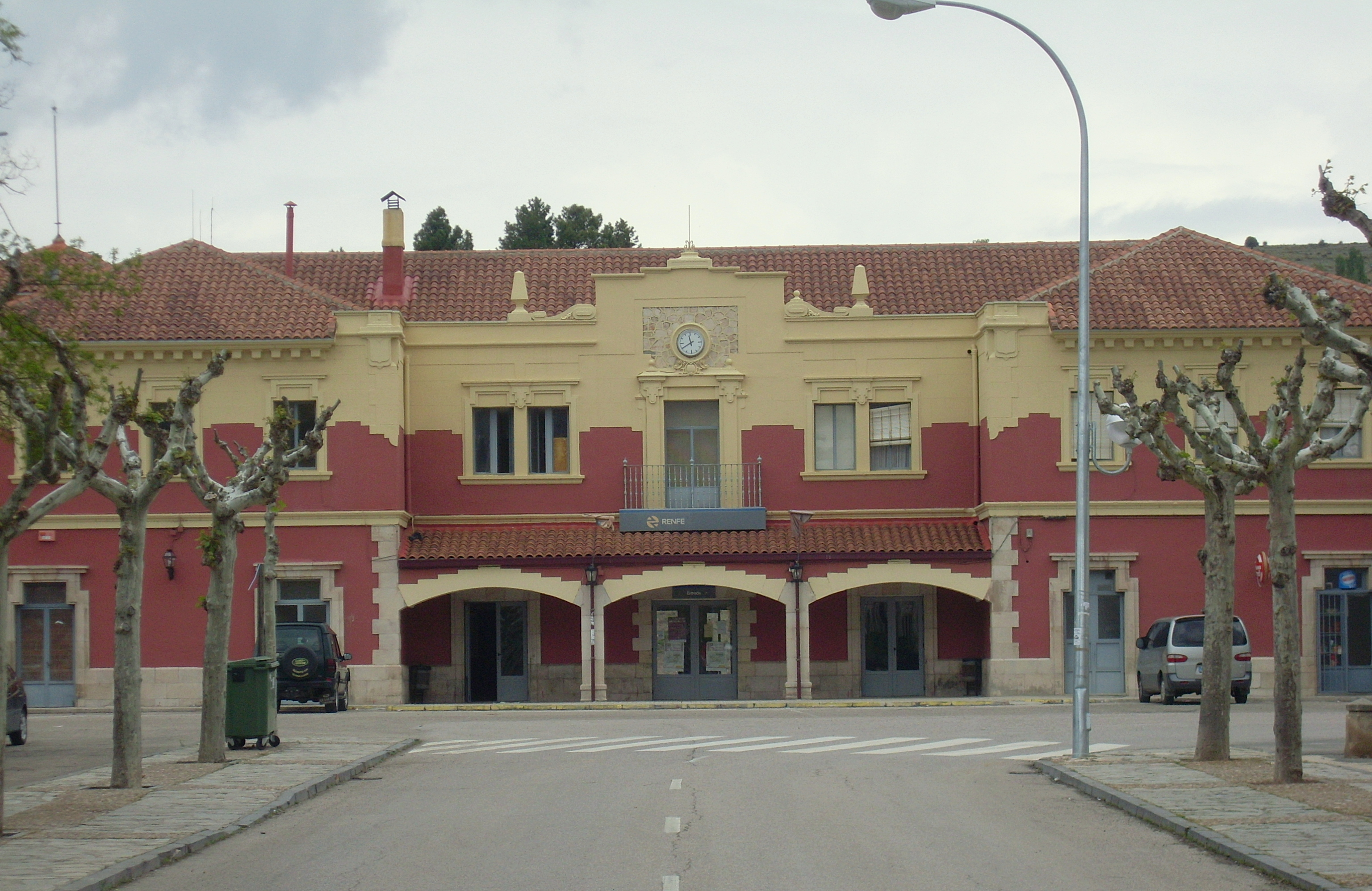
Залізничний вокзал у Сігуенсі